# Chaetocalyx tomentosa
Chaetocalyx tomentosa är en ärtväxtart som först beskrevs av George Gardner, och fick sitt nu gällande namn av Velva Elaine Rudd. Chaetocalyx tomentosa ingår i släktet Chaetocalyx och familjen ärtväxter. Inga underarter finns listade i Catalogue of Life.